# كهرمان دميرطاش
كهرمان دميرطاش (بالتركية: Kahraman Demirtas) هو لاعب كرة قدم بلجيكي وتركي في مركز الدفاع، ولد في 1 مايو 1994 في لياج في بلجيكا. لعب مع دين بوستش.

## وصلات خارجية
- كهرمان دميرطاش على موقع اتحاد تركيا (لاعب) (الإنجليزية)
- كهرمان دميرطاش على موقع Soccerway.com (الإنجليزية)
- كهرمان دميرطاش على موقع عالم كرة القدم.نت (الإنجليزية)